# 伊赫蒂曼

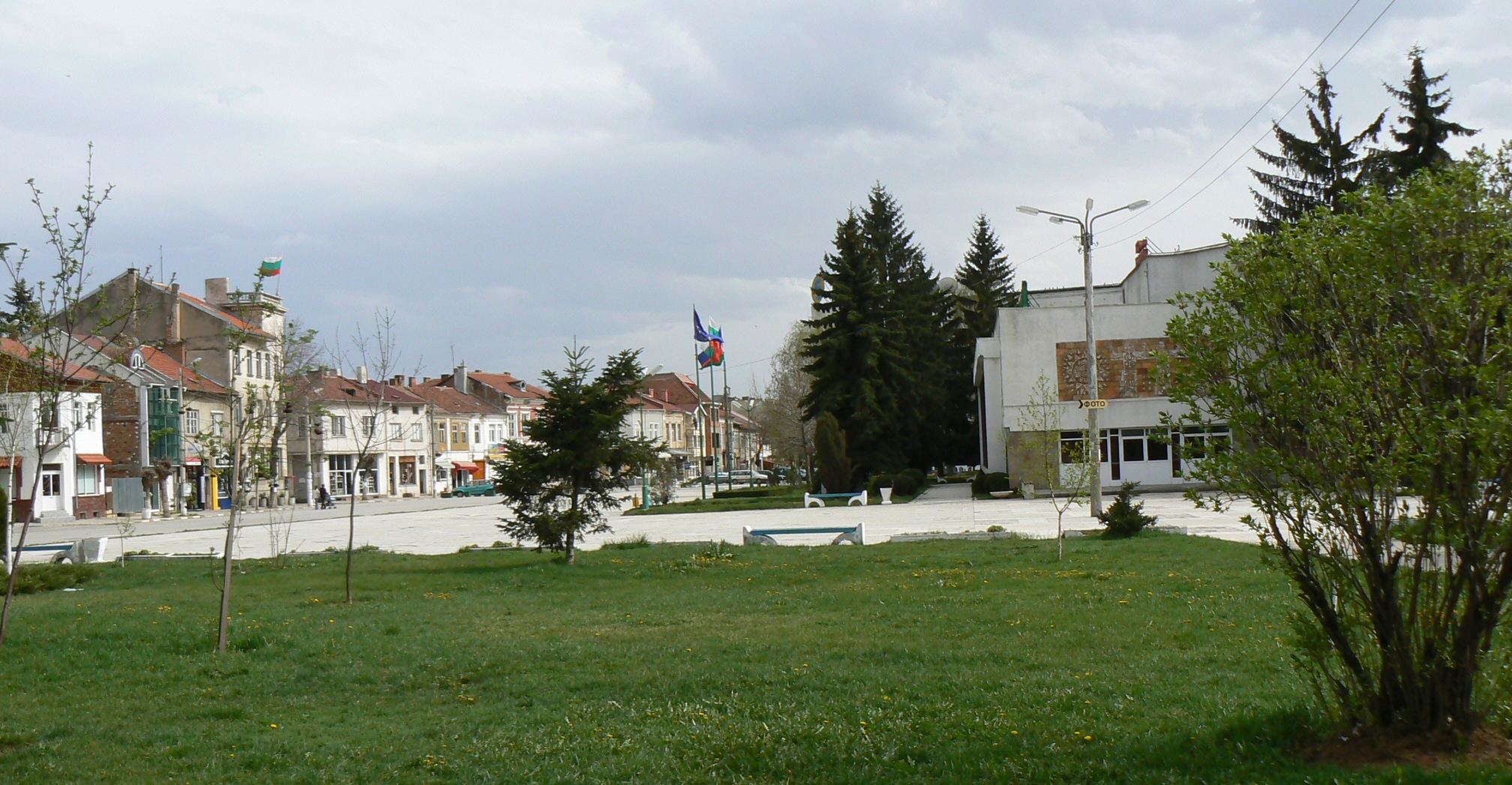
中心广场

伊赫蒂曼是保加利亞西部索菲亞州伊赫蒂曼市鎮的城鎮及行政中心，距離首都索菲亞48公里，海拔高度658米，每年平均降雨量610毫米，2005年人口14,525，居民主要信奉東正教。

## 外部連結
- Information portal for IHTIMAN